# Schietvereniging

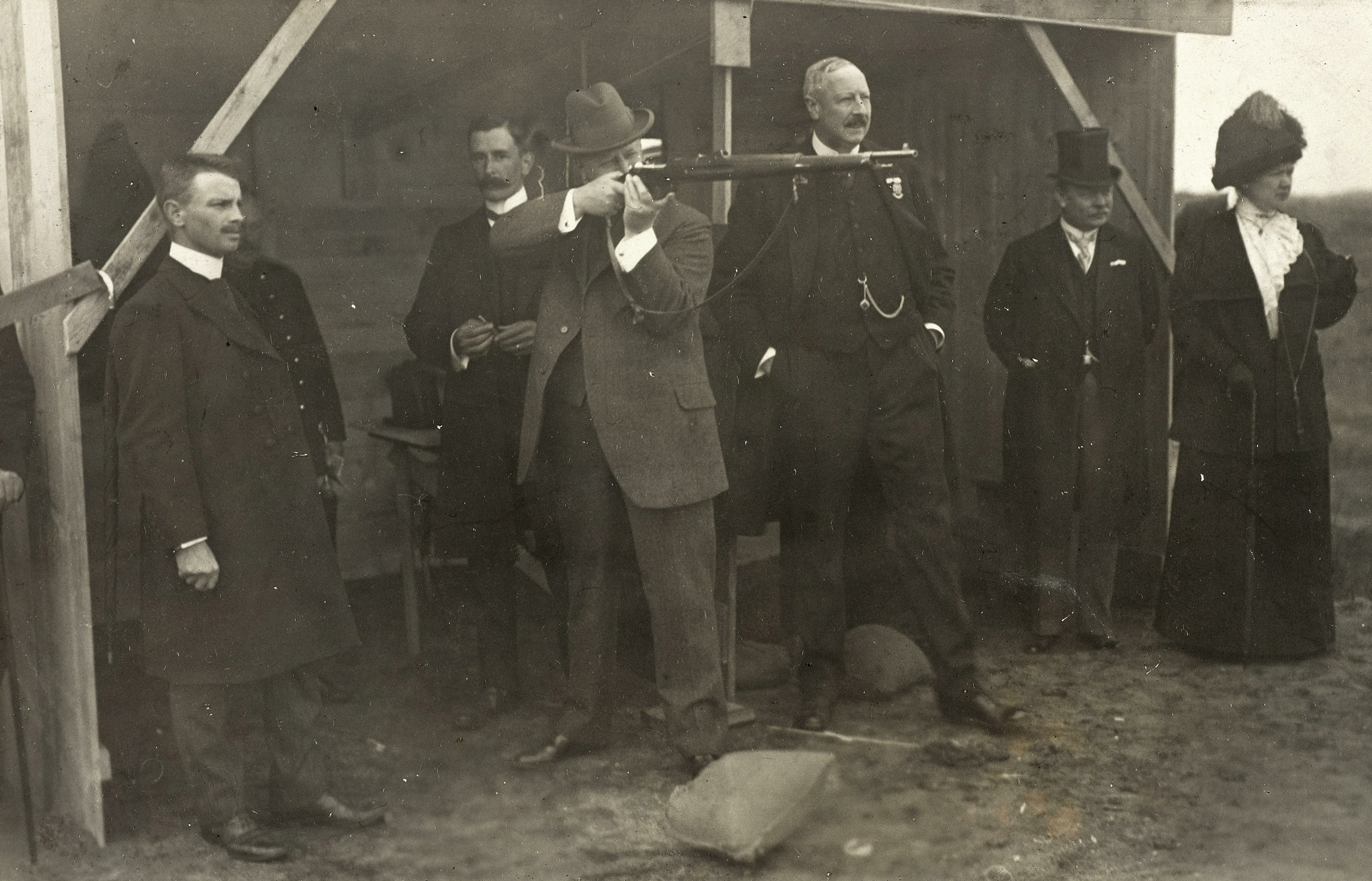
Schietvereniging Generaal Joubert in 1910

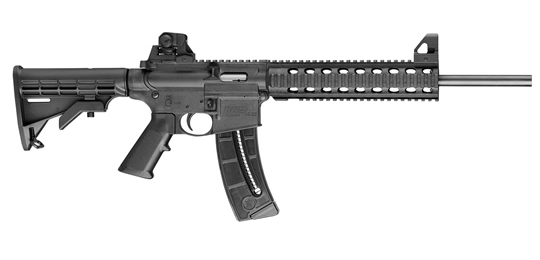
Wapen speciaal ontwikkeld voor de schietsport

Een schietvereniging is een vereniging voor sportschutters. Schieten is een officiële olympische sport. Mensen die sportschieten worden sportschutters genoemd.
Schietverenigingen organiseren schietwedstrijden voor hun leden. Wedstrijden kunnen over afstanden van 10 meter, 12,5 meter, 25 meter, 50 meter, 100 meter en verder plaatsvinden. Naargelang de lengte van de schietbaan worden er wedstrijden georganiseerd. Aan districtswedstrijden nemen ook leden van andere schietverenigingen deel.

## In Nederland
In Nederland moet elke sportschutter lid zijn van een schietvereniging (welke eventueel zelf voor kan kiezen om lid te zijn bij de Koninklijke Nederlandse Schietsport Associatie (KNSA) om zo een verlof tot het voorhanden hebben van een vuurwapen (WM4) te verkrijgen (sinds de uitspraak van de Raad van State moeten schutters en verenigingen geen lid meer zijn van de KNSA maar mogen ze lid zijn). Dit verlof, ook wel wapenverlof genoemd, kan middels een zogenaamd WM3 formulier aangevraagd worden.
Om lid te kunnen worden van een schietvereniging moet men een verklaring omtrent het gedrag (VOG) overleggen. Wanneer de vereniging ervoor gekozen heeft om lid te zijn van de KNSA,  dan meldt de secretaris van de vereniging de schutter aan bij de KNSA waarbij deze verklaring meegestuurd dient te worden. Deze organisatie geeft de schutterslicentie af die de schutter moet kunnen tonen als hij op een schietbaan als schutter aanwezig is. Nadat de schutter minimaal 1 jaar lid van de vereniging is, kan deze bij het Team KorpschefTaken (Vroeger Bureau Bijzondere Wetten genoemd) van de politie-eenheid waarin de schutter woonachtig is (eventueel) een wapenverlof aanvragen. Dit verlof is een WM4. 
Het voorhanden houden van vuurwapens en/of munitie zonder het benodigde verlof is verboden en dus strafbaar. Sinds oktober 2019 moeten sportschutters die een verlof aanvragen de zogenaamde e-screener test afleggen. De e-screener is een onderzoek naar de psychische gesteldheid van de aankomend sportschutter. Ook bestaande sportschutters moeten deze test gaan doen, echter is voor deze categorie de invoering van de test gefaseerd. Er is veel discussie over die nieuwe e-screener zodat medio 2020 de e-screener voor bestaande schutters is opgeschort.  Waar voorheen de e-screener wel nog gebruikt werd bij nieuwe schutters, is deze sinds juli 2022 ook opgeschort voor nieuwe schutters.
Sinds 2012 is de aanvraag van een verlof gefaseerd:
- Na 1 jaar lidmaatschap kan men een verlof aanvragen, voor één wapen. Dit mag een pistool, revolver of geweer zijn in het kaliber .22LR. Dit mag geen semi-automatisch geweer zijn.

Voor kleiduivenschutters is dit uiteraard een hagelgeweer.
- Na het eerste verlofjaar mag men wapens in andere kalibers aanvragen, tot maximaal 9 mm voor pistool/revolver.

Een eventueel geweer mag in dit jaar nog geen semiautomatische uitvoering zijn.
- Na het tweede verlofjaar mag men alle wapens bezitten die voor de schietsport zijn toegelaten. Ook semiautomatische geweren zijn nu toegestaan.

Er bestaan echter nog wapens die onder voorwaarden zijn toegestaan, zoals geweren die specifiek voor dynamische disciplines gebruikt worden. Dit zijn met name geweren in pistoolkalibers. Hiervoor moet men een lidmaatschap van APS of NPSA moet kunnen overleggen, welke genoteerd staat op de KNSA schutterslicentie.
In totaal mag een sportschutter na deze fases uiteindelijk maximaal 5 wapens bezitten.